# SIMPURE N1
SIMPURE N1（シンピュア・エヌワン）は、NECによって開発された、NTTドコモの第三世代携帯電話 (FOMA) 端末製品 FOMA N601i（フォーマ・えぬ ろく まる いち アイ）のブランド名である。

## 概要
SIMPURE Nの後継となる折りたたみ型端末で、質量が約88グラムと、当時の最軽量端末の記録を更新した。国際ローミングサービスを省いた日本国内仕様に変更され、iアプリが無くなる一方、液晶ディスプレイの解像度が大きくなり、着もじ、iチャネル、おまかせロックなどに対応し、デザインも宝石を意識した背面イルミネーションを採用するなど、女性をメインターゲットとした製品となった。
| 主な対応サービス       | 主な対応サービス    | 主な対応サービス       | 主な対応サービス                             |
| ---------------------- | ------------------- | ---------------------- | -------------------------------------------- |
| DCMX／おサイフケータイ | うた・ホーダイ      | 着うたフル／着うた     | デジタルオーディオプレーヤー／ビデオクリップ |
| 直感ゲーム／2in1       | Music&Videoチャネル | 3Gローミング           | プッシュトーク                               |
| FOMAハイスピード       | GPS                 | デコメール／デコ絵文字 | iチャネル                                    |
| 着もじ                 | ケータイお探し      | 電話帳お預かりサービス | フルブラウザ                                 |
| おまかせロック         | 外部メモリー        | トルカ                 | iC通信                                       |
| きせかえツール         | エリアメール        | バイオ認証             | バーコードリーダ                             |

## 歴史
- 2006年10月12日: D903i・D903iTV・F903i・F903iX HIGH-SPEED・N903i・N902iL・P903i・P903iTV・P903iX HIGH-SPEED・SH903i・SH903iTV・SO903i・SIMPURE L1・SIMPURE N1の開発が発表。